# Volley 2002 Forlì 2010-2011
Questa voce raccoglie le informazioni riguardanti il Volley 2002 Forlì nelle competizioni ufficiali della stagione 2010-2011.

## Organigramma societario
Area direttiva
- Presidente: Giuseppe Camorani

Area tecnica
- Allenatore: Alessandro Medri
- Allenatore in seconda: Michela Bridi

Area sanitaria
- Medico: Morena Contri
- Preparatore atletico: Andrea Monti
- Fisioterapista: Ugo Santandrea (fino al 28 gennaio 2011), Marco Biondi (dal 13 gennaio 2011)

## Rosa
| N° | Nome               | Ruolo | Data di nascita   | Nazionalità sportiva |
| -- | ------------------ | ----- | ----------------- | -------------------- |
| 1  | Jessica Moretti    | L     | 21 giugno 1989    | Italia               |
| 2  | Valentina Salvia   | C     | 27 febbraio 1990  | Italia               |
| 4  | Tania Poli         | S     | 15 ottobre 1978   | Italia               |
| 5  | Nikolina Kovacić   | S     | 30 aprile 1986    | Croazia              |
| 6  | Serena Scaioli     | L     | 25 novembre 1991  | Italia               |
| 7  | Manuela Caponi     | C     | 20 luglio 1979    | Italia               |
| 8  | Martina Noseková   | S     | 1º aprile 1985    | Slovacchia           |
| 9  | Mary Grace Laghi   | P     | 26 maggio 1986    | Italia               |
| 11 | Martina Boscoscuro | L     | 2 settembre 1988  | Italia               |
| 11 | Sanja Tomašević    | S     | 3 giugno 1980     | Serbia               |
| 12 | Jolien Wittock     | O     | 22 febbraio 1990  | Belgio               |
| 13 | Flavia Assirelli   | C     | 26 settembre 1990 | Italia               |
| 15 | Chiara Masotti     | S     | 15 maggio 1990    | Italia               |
| 18 | Elisa Muri         | P     | 10 giugno 1984    | Italia               |

## Risultati

### Serie A2

#### Girone di andata
| 1ª giornata - 17 ottobre 2010 PalaRaschi, Parma                   | Parma          | 3 - 0 | Forlì               | 25-16, 25-17, 25-18               |
| 2ª giornata - 24 ottobre 2010 PalaRomiti, Forlì                   | Forlì          | 3 - 2 | Crema               | 27-25, 25-22, 18-25, 16-25, 15-25 |
| 3ª giornata - 31 ottobre 2010 Palazzetto dello Sport, Giaveno     | Cuatto Giaveno | 3 - 2 | Forlì               | 24-26, 25-16, 24-26, 27-25, 15-12 |
| 4ª giornata - 7 novembre 2010 PalaRomiti, Forlì                   | Forlì          | 1 - 3 | RDM Pomezia         | 16-25, 25-17, 15-25, 22-25        |
| 5ª giornata - 13 novembre 2010 PalaParenti, Santa Croce sull'Arno | Santa Croce    | 3 - 1 | Forlì               | 27-25, 16-25, 25-10, 25-21        |
| 6ª giornata - 21 novembre 2010 PalaRomiti, Forlì                  | Forlì          | 1 - 3 | Chieri              | 13-25, 15-25, 25-21, 14-25        |
| 7ª giornata - 28 novembre 2010 PalaBusnago, Busnago               | Busnago        | 3 - 0 | Forlì               | 25-19, 25-23, 27-25               |
| 8ª giornata - 5 dicembre 2010 PalaRomiti, Forlì                   | Forlì          | 0 - 3 | San Vito            | 20-25, 23-25, 25-27               |
| 9ª giornata - 12 dicembre 2010 PalaFerroli, San Bonifacio         | Verona         | 3 - 1 | Forlì               | 25-20, 25-22, 16-25, 27-25        |
| 10ª giornata - 18 dicembre 2010 PalaSassi, Matera                 | Time Matera    | 3 - 2 | Forlì               | 23-25, 23-25, 27-25, 25-22, 17-11 |
| 11ª giornata - 26 dicembre 2010 PalaRomiti, Forlì                 | Forlì          | 1 - 3 | Loreto              | 13-25, 25-15, 20-25, 16-25        |
| 12ª giornata - 9 gennaio 2011 PalaRomiti, Forlì                   | Forlì          | 3 - 0 | Pontecagnano Faiano | 25-19, 25-21, 29-27               |
| 13ª giornata - 16 gennaio 2011 PalaScoppa, Soverato               | Soverato       | 3 - 0 | Forlì               | 25-23, 27-25, 25-21               |

#### Girone di ritorno
| 14ª giornata - 23 gennaio 2011 PalaRomiti, Forlì                    | Forlì               | 0 - 3 | Parma          | 16-25, 18-25, 17-25               |
| 15ª giornata - 30 gennaio 2011 PalaBertoni, Crema                   | Crema               | 3 - 1 | Forlì          | 25-17, 21-25, 25-17, 25-14        |
| 16ª giornata - 6 febbraio 2011 PalaRomiti, Forlì                    | Forlì               | 1 - 3 | Cuatto Giaveno | 25-21, 20-15, 15-25, 21-25        |
| 17ª giornata - 12 febbraio 2011 Olimpia Palace, Pomezia             | RDM Pomezia         | 3 - 0 | Forlì          | 25-14, 25-20, 25-22               |
| 18ª giornata - 20 febbraio 2011 PalaRomiti, Forlì                   | Forlì               | 3 - 1 | Santa Croce    | 12-25, 27-25, 25-19, 25-23        |
| 19ª giornata - 27 febbraio 2011 PalaMaddalene, Chieri               | Chieri              | 3 - 0 | Forlì          | 25-14, 25-18, 25-21               |
| 20ª giornata - 6 marzo 2011 PalaRomiti, Forlì                       | Forlì               | 3 - 1 | Busnago        | 24-26, 25-18, 25-22, 25-18        |
| 21ª giornata - 20 marzo 2011 PalaMacchitella, San Vito dei Normanni | San Vito            | 3 - 1 | Forlì          | 25-17, 29-27, 22-25, 25-13        |
| 22ª giornata - 26 marzo 2011 PalaRomiti, Forlì                      | Forlì               | 3 - 0 | Verona         | 25-16, 25-20, 25-20               |
| 23ª giornata - 3 aprile 2011 PalaRomiti, Forlì                      | Forlì               | 3 - 2 | Time Matera    | 16-25, 25-22, 28-30, 25-20, 15-10 |
| 24ª giornata - 10 aprile 2011 PalaSerenelli, Loreto                 | Loreto              | 3 - 0 | Forlì          | 25-22, 25-20, 28-26               |
| 25ª giornata - 17 aprile 2011 PalaTulimieri, Salerno                | Pontecagnano Faiano | 3 - 1 | Forlì          | 25-17, 25-11, 16-25, 25-23        |
| 26ª giornata - 23 aprile 2011 PalaRomiti, Forlì                     | Forlì               | 3 - 0 | Soverato       | 25-18, 25-21, 25-20               |

## Statistiche

### Statistiche di squadra
| Competizione | Punti | In casa | In casa | In casa | In trasferta | In trasferta | In trasferta | Totale | Totale | Totale |
| Competizione | Punti | G       | V       | P       | G            | V            | P            | G      | V      | P      |
| ------------ | ----- | ------- | ------- | ------- | ------------ | ------------ | ------------ | ------ | ------ | ------ |
| Serie A2     | 21    | 13      | 7       | 6       | 13           | 0            | 13           | 26     | 7      | 19     |
| Totale       | -     | 13      | 7       | 6       | 13           | 0            | 13           | 26     | 7      | 19     |

G = partite giocate; V = partite vinte; P = partite perse

### Statistiche dei giocatori
| Giocatore     | Serie A2 | Serie A2 | Serie A2 | Serie A2 | Serie A2 | Totale | Totale | Totale | Totale | Totale |
| Giocatore     | P        | PT       | AV       | MV       | BV       | P      | PT     | AV     | MV     | BV     |
| ------------- | -------- | -------- | -------- | -------- | -------- | ------ | ------ | ------ | ------ | ------ |
| F. Assirelli  | 26       | 168      | ?        | ?        | ?        | 26     | 168    | ?      | ?      | ?      |
| M. Boscoscuro | 11       | 0        | ?        | ?        | ?        | 11     | 0      | ?      | ?      | ?      |
| M. Caponi     | 26       | 257      | ?        | ?        | ?        | 26     | 257    | ?      | ?      | ?      |
| N. Kovacić    | 10       | 10       | ?        | ?        | ?        | 10     | 10     | ?      | ?      | ?      |
| M. Laghi      | 13       | 0        | 0        | 0        | 0        | 13     | 0      | 0      | 0      | 0      |
| C. Masotti    | 19       | 93       | ?        | ?        | ?        | 19     | 93     | ?      | ?      | ?      |
| J. Moretti    | 23       | 1        | ?        | ?        | ?        | 23     | 1      | ?      | ?      | ?      |
| E. Muri       | 26       | 52       | ?        | ?        | ?        | 26     | 52     | ?      | ?      | ?      |
| M. Noseková   | 16       | 125      | ?        | ?        | ?        | 16     | 125    | ?      | ?      | ?      |
| T. Poli       | 26       | 316      | ?        | ?        | ?        | 26     | 316    | ?      | ?      | ?      |
| V. Salvia     | 16       | 31       | ?        | ?        | ?        | 16     | 31     | ?      | ?      | ?      |
| S. Scaioli    | 0        | 0        | 0        | 0        | 0        | 0      | 0      | 0      | 0      | 0      |
| S. Tomašević  | 10       | 148      | ?        | ?        | ?        | 10     | 148    | ?      | ?      | ?      |
| J. Wittock    | 25       | 337      | ?        | ?        | ?        | 25     | 337    | ?      | ?      | ?      |

P = presenze; PT = punti totali; AV = attacchi vincenti; MV = muri vincenti; BV = battute vincenti